# 文明病
文明病（又稱都市病，俗稱富貴病）為一群疾病的通稱，當國家變得更工業化及人類活得更長壽時，這些疾病就會更常產生，其包括有阿茲海默病、動脈硬化、腫瘤、肝硬化之慢性肝病、慢性阻塞性肺病、2型糖尿病、心臟病、慢性腎衰竭之腎炎、骨質疏鬆症、中風及肥胖症等。文明病的現象發生在高度發展的城市。

## 起因
飲食、生活型態和環境等因素被認為是影響上述疾病發生率的重大因子。吸煙、酗酒、吸毒及缺乏運動也會增加後半輩子某些疾病的罹患風險。

## 國際上癌症發生率的變化
發表於The Lancet的一最近研究報告討論了癌症發生率的變化，並證明了文明病的存在性。
「在許多西方國家，人們的飲食習慣於二十世紀中葉持續地變化著，一般為肉類、乳製品、植物油、果汁及酒類消耗的增加，及麵包、馬鈴薯、米和玉米粉等五穀的消耗減少。其他生活型態的改變，較明顯的有運動的減少及肥胖的增加。」
「需注意的，於1970年代之西方國家的人民大量地食用高動物食品、脂肪和糖，而且擁有高度的直腸、乳房、前列腺、子宮頸及肺部癌症發生率；相對地，發展中國家的人民食用至少一種至兩種的五穀及少量的動物食品、脂肪及糖，並且有較低的癌症發生率。」
「此一觀察推斷其飲食(或生活型態)的不同可能會影響其癌症發生的機率，而此一假設的基礎因研究人們由一國家至另一新國家後的癌症產生率的變化而加固，其結論推斷環境(或生活型態)的因素比遺傳的因素更為重要。」

## 美國的死亡統計
西元1900年，美國的三大死因分別為肺炎/流行性感冒、肺結核及腹瀉/腸炎。傳染病佔死因的百分之六十。當時，心臟病和腫瘤分為排名第四和第八。到了1940年代，美國的主要死因為心臟病、腫瘤及其他退化病。到了1990年代後期，退化病已佔所有死因的百分之六十了。